# Вюст, Иоганн Генрих
Иоганн Генрих Вюст (нем. Johann Heinrich Wüest; 14 мая 1741 г. Цюрих — 7 апреля 1821 г. Цюрих) — швейцарский художник и график, один из предтеч романтизма в искусстве.

## Жизнь и творчество
Получил художественное образование в родном Цюрихе. Писал преимущественно пейзажи. Продолжил своё обучение живописи в Нидерландах. Здесь познакомился с также швейцарским художником Якобом Маурером, с которым был дружен. Ранние работы И. Г. Вюста созданы под сильным влиянием голландской и фламандской живописи так называемой «Золотой эпохи» нидерландского искусства. Маурер знакомит Вюста с крупным торговцем произведениями искусства Корнелисом Плосом. После смерти Маурера Вюст принимает на воспитание его сына. Вернувшись в Цюрих, художник постоянно живёт и работает в этом городе. Будучи мастером пейзажа, разработал и применял свой собственный, особый стиль рисунка. Наряду с такими живописцами, как Иоганн Генрих Фюссли, Каспар Вольф, Антон Графф и Адриан Цинг, Вюст относится к крупнейшим представителям предромантизма в Швейцарии.
Одной из наиболее известных работ И. Г. Виста является его полотно «Глетчер Роны» (1795, хранится в цюрихском Кунстхаусе) — горный, альпийский «пейзаж настроения», созданный под влиянием творчества Якоба Рейсдаля, с чётко прослеживаемыми элементами живописи наступающей эпохи романтизма.

## Галерея

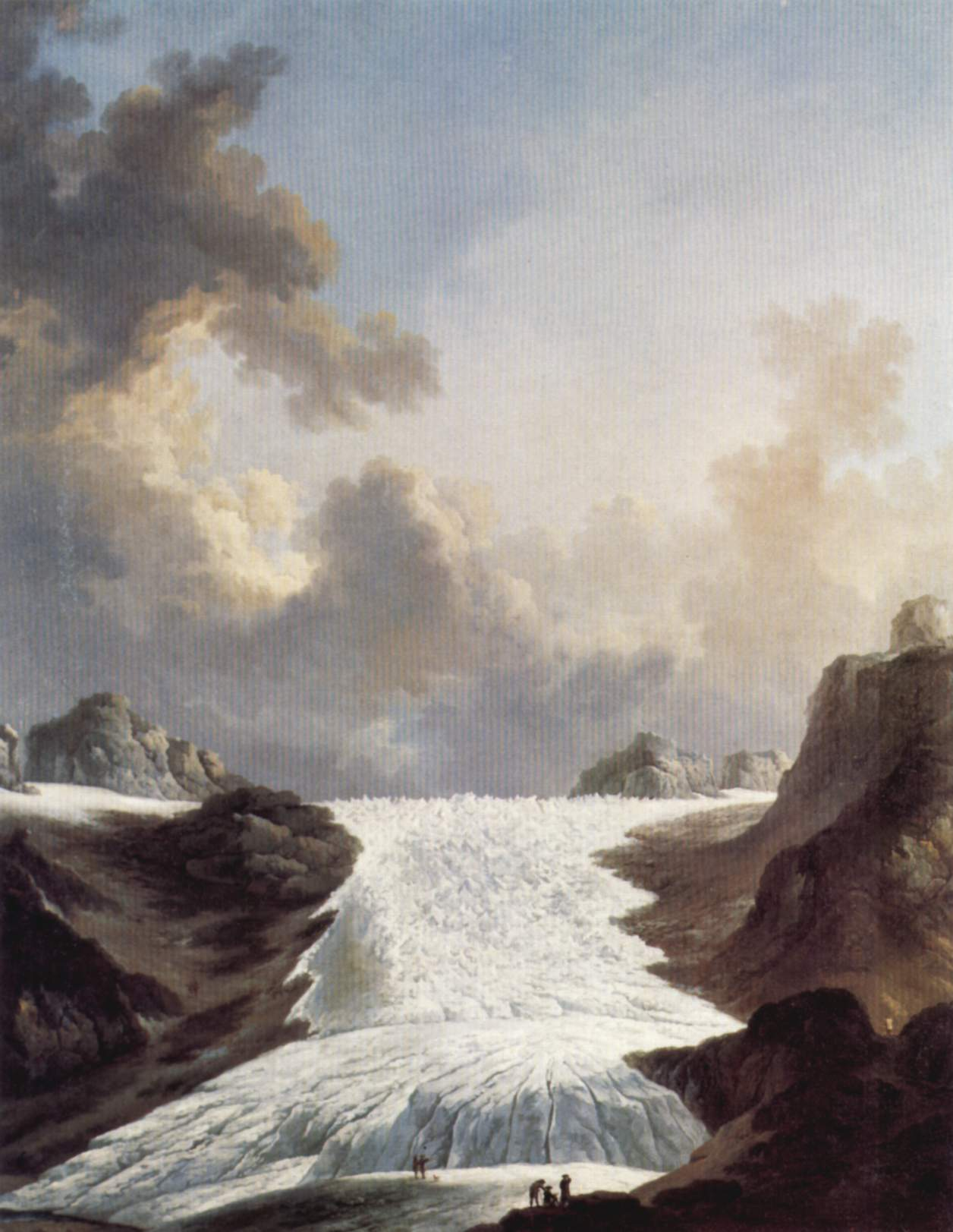
Глетчер Роны, ок.1775
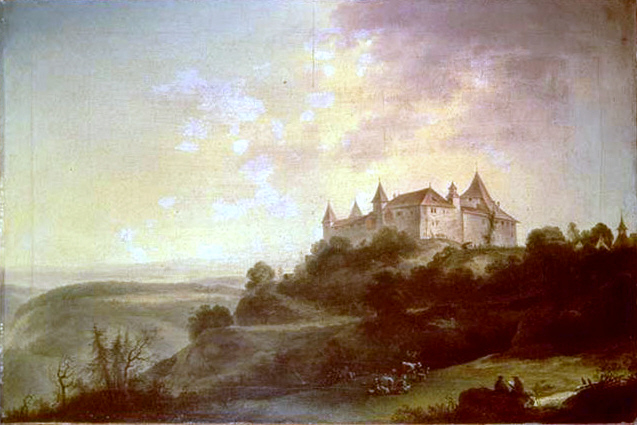
Вид на замок Кибург, ок. 1790
Долина Балсталь. Водопад
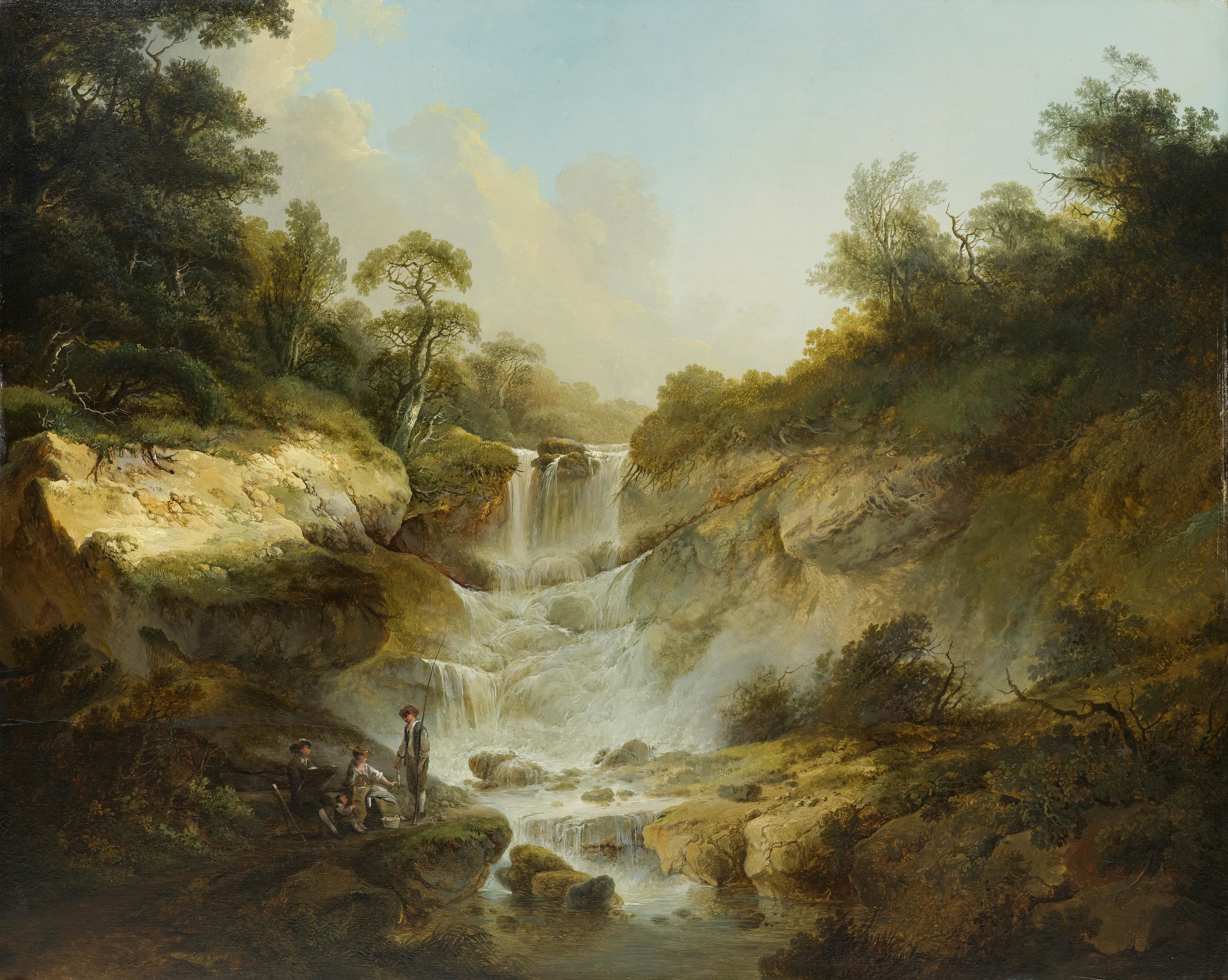
Бурление  в Эрлебахе
Ризбах близ Цюриха